# Paracentristis
Paracentristis és un gènere d'arnes de la família Crambidae. Conté només una espècie, Paracentristis incommoda, que es troba a Fiji.